# Chlormequat
Chlormequat, chlorcholinchlorid, chlormequatchlorid eller CCC) er en vandopløselig ammoniumforbindelse ([2-Chlorethyl]-trimethylammoniumchlorid, CAS-nummer 999-81-5, C5H13Cl2N).

## Anvendelse
Chlormequat bliver anvendt i korn- og frugtproduktionen i det traditionelle jordbrug. Det fremmer celledelingen og styrker dermed unge frugttræers ved. På kornplanter virker det stråforkortende og styrkende på karrenes vægge, hvad der øger planternes stabilitet overfor vind og slagregn.
Udbringningen i kornet sker for det meste om foråret, og mængden ligger på 0,3 til 1,5 kg pr. ha med en 40-60 dages karenstid, før der må finde ny udbringning sted. (Jf. 'Bayer CropScience', Produkt CCC720).
| År   | Anvendelse i Danmark, kg |
| ---- | ------------------------ |
| 1996 | 74.320                   |
| 1997 | 125.243                  |
| 1998 | 184.083                  |
| 1999 | 240.759                  |
| 2000 | 215.814                  |
| 2001 | 320.736                  |
| 2002 | 144.586                  |
| 2003 | 154.467                  |
| 2004 | 177.558                  |
| 2005 | 201.642                  |
| 2006 | 141.382                  |
| 2007 | 110.505                  |
| 2008 | 296.469                  |
| 2009 | 256.121                  |
| 2010 | 186.945                  |
| 2011 | 146.415                  |
| 2012 | 369.855                  |
| 2013 | 244.803                  |
| 2014 | 54.630                   |
| 2015 | 29.790                   |
| 2016 | 79.500                   |

## Risici
Vækstregulerende midler har været brugt siden 1960'erne inden for frugtavl og kornproduktion, og man frygter, at midlerne kan nedsætte husdyrenes reproduktionsevne. Chlormequat anses for at være genotoksisk og forstyrrer signaloverførslen mellem nerverne. Derimod tyder den hidtidige forskning ikke på, at stoffet er kræftfremkaldende.
WHO har fastlagt en tilladt daglig indtagelse på 0,05 mg pr. kg legemsvægt. Til spædbørn må daglig dosis højst være 0,01 mg pr. kg. Den dødelige dosis, udtrykt som LD50 ved indtagelse gennem munden, ligger på 400 mg pr. kg legemsvægt.

## Kemiske egenskaber
Chlormequatchlorid er et derivat af chlormequat, og det har formlen(ClCH2CH2N(CH3)3)Cl, en masse på 158,1 g/mol, og det ødelægges ved 245°C bl.a. i saltsyre og trimetylamin. Det er et hvidt til gulligt, hygroskopisk pulver med en let genkendelig lugt. Det bærer farebetegnelsen Xn med r-sætningerne 21/22 og s-sætningerne 36/37.

## Weblinks
- CCCs kemiske struktur Arkiveret 14. maj 2002 hos  Wayback Machine
- Chlormequat-rester i babymad 2002 Arkiveret 6. december 2006 hos  Wayback Machine (tysksproget PDF-fil)

## Reference
1. ↑  Bekæmpelsesmiddelstatistik 1998, Miljøstyrelsen
2. ↑  Bekæmpelsesmiddelstatistik 2000, Miljøstyrelsen
3. ↑  Bekæmpelsesmiddelstatistik 2003, Miljøstyrelsen
4. ↑  Bekæmpelsesmiddelstatistik 2006, Miljøstyrelsen
5. ↑  Bekæmpelsesmiddelstatistik 2008, Miljøstyrelsen
6. ↑  Bekæmpelsesmiddelstatistik 2010, Miljøstyrelsen
7. ↑  Bekæmpelsesmiddelstatistik 2015, Miljøstyrelsen
8. ↑  Bekæmpelsesmiddelstatistik 2016, Miljøstyrelsen

- Wikimedia Commons har flere filer relateret til Chlormequat